# Luigi Colani
Pour les articles homonymes, voir Colani.
Lutz Colani, dit Luigi Colani, né le 2 août 1928 à Berlin et mort le 16 septembre 2019 à Karlsruhe, est un designer allemand d'ascendance suisse par son père et polonaise par sa mère.

## Biographie
Après des études de sculpture et peinture aux Beaux-arts de Berlin, Luigi Colani étudie l'aérodynamique à l' École polytechnique et la Philosophie analytique à la Sorbonne à Paris de 1949 à 1952.
Des années 1950 jusqu'à la fin de sa vie, il reconçoit l'aérodynamique des automobiles pour des constructeurs comme Fiat, Alfa Romeo, Lancia, Volkswagen, Ferrari, Lada, BMW, etc. Il travaille également pour l'aviation pour des constructeurs tels que Rockwell ou Boeing en sculptant des avions polymorphes équipés d'hélices expérimentales.
En 1957, il abandonne son prénom de Lutz et donc utilise celui de Luigi. Dans les années 1960 il dessine de nombreux meubles, des lunettes, des vêtements, et dans les années 1970, il élargit son action dans plusieurs domaines comme des stylos, des trains, des aéronefs, des coques de télévision aux camions ou des cuisines complètes (Poggenpohl). Un grand piano est commercialisé par l'entreprise Schimmel.
Il est l'inventeur du bio-design, connu surtout pour avoir réalisé l'appareil photo Canon modèle T90, premier appareil réellement ergonomique et conçu autour de l'interface homme-objet.
L'étendue de sa créativité et de son art, l'a qualifié de « Léonard de Vinci » du XXe siècle, ou de « messie du design » au Japon.
Son travail s'oriente autour de l'homme et de son rapport optimal et efficace à l'objet et à son interaction avec son environnement, les formes sont inspirées de la perfection de la nature elle-même ; et sont loin d'un « effet de style », c'est de conception utile dont son œuvre fait preuve. Conservant son aspect prospectif, le design de Colani rejette la dimension post industrielle pour se concentrer sur l'unique progression de la forme : c'est le « design voltairien » tel que défini par l'essayiste français Philippe Pernodet.
Il dirigeait « Colani Design Germany ».
Luigi Colani est mort à  Karlsruhe le 16 septembre 2019 à l'âge de 91 ans.

Exemples de divers modèles de Colani
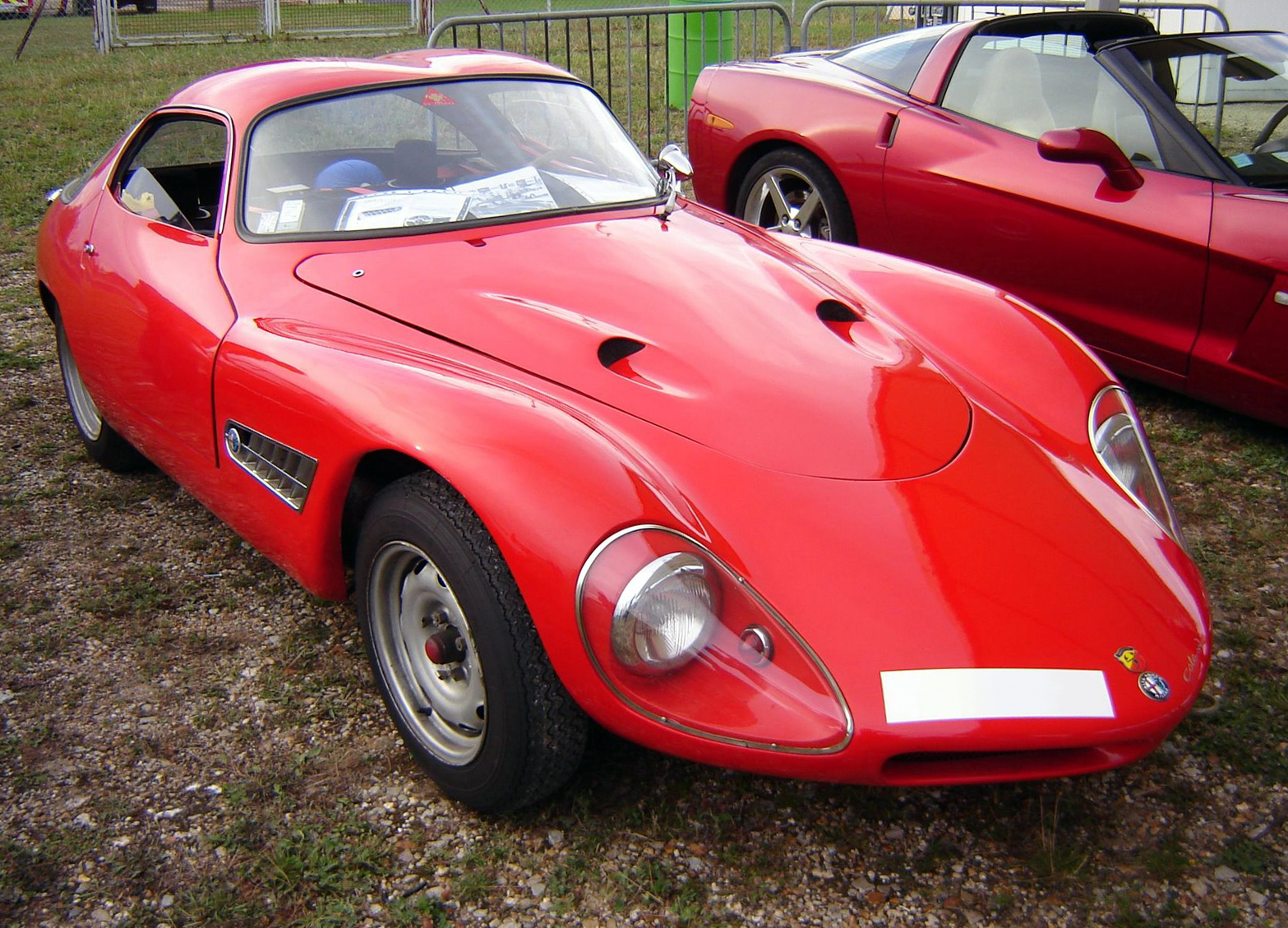
Abarth-Alfa Romeo 1300 Berlinetta, prototype recarrossé par Colani en 1957[7].
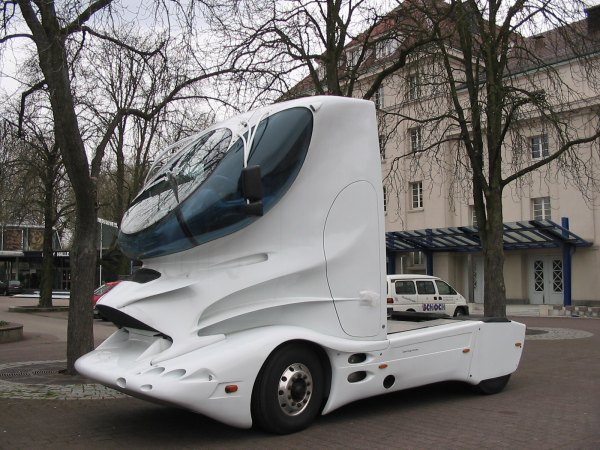
Tracteur de semi-remorque aérodynamique.
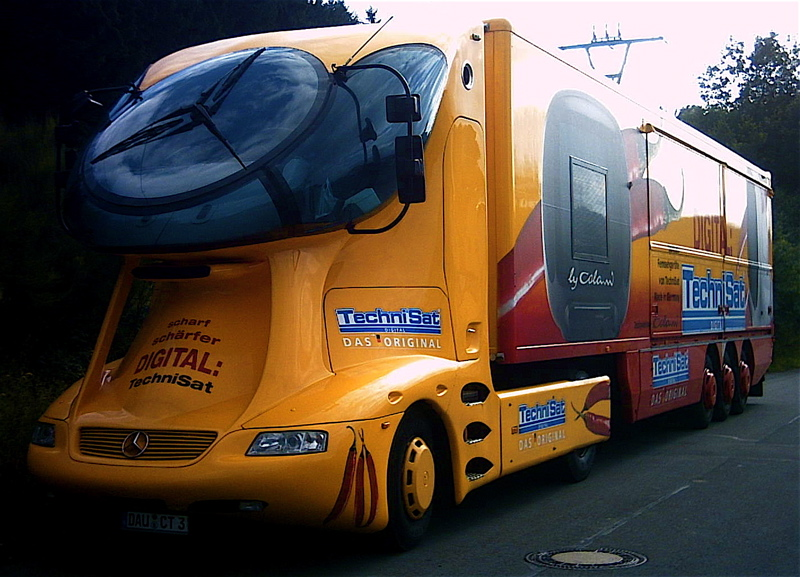
Camion, châssis de Mercedes-Benz.
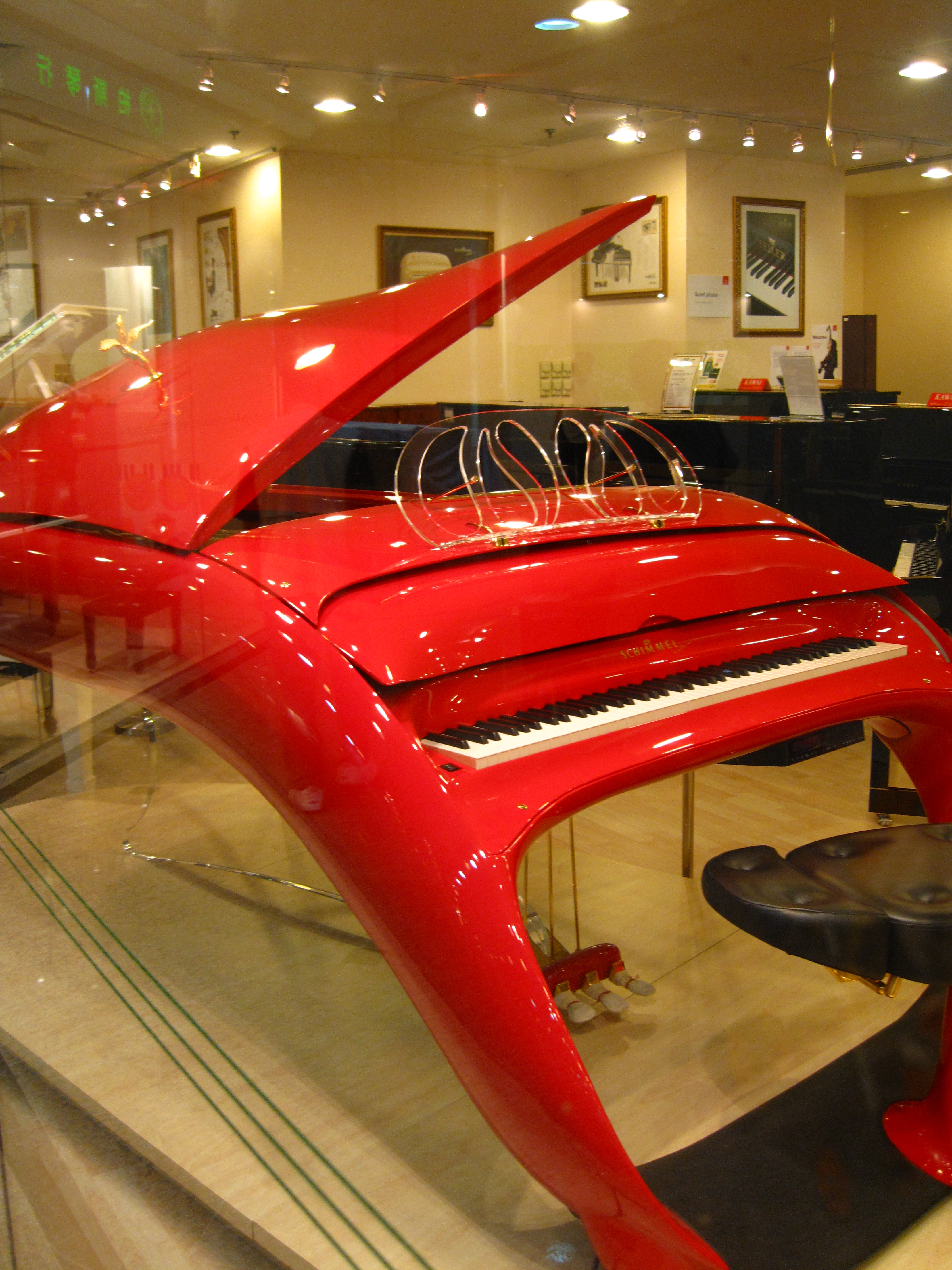
Pegasus, piano à queue pour Schimmel.
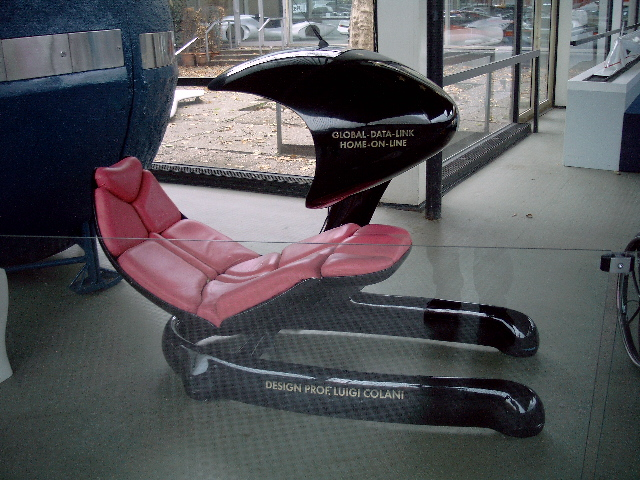
Poste de travail PC couché.
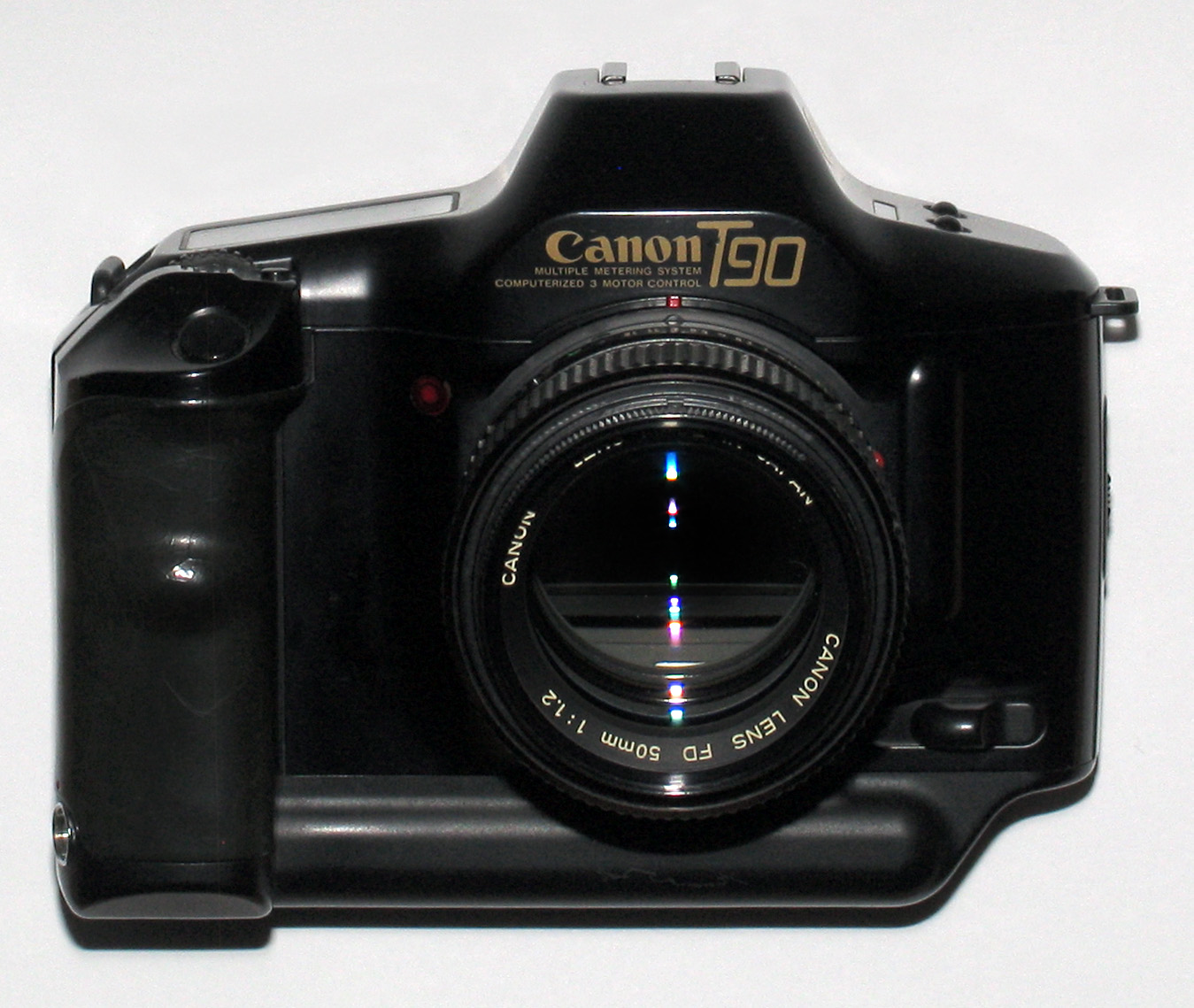
Canon T90, forme ergonomique, 1986.

## Publications
- (en) Luigi Colani, Albrecht Bangert, The Complete Oeuvre, Édition Bangert, Schopfheim, 2004  (ISBN 3-936155-75-5).
- (en) Luigi Colani, Albrecht Bangert, Colani – The Art of Shaping the Future, Édition Bangert, Schopfheim, 2004  (ISBN 3-936155-78-X).